# Abudefduf bengalensis
Abudefduf bengalensis là một loài cá biển thuộc chi Abudefduf trong họ Cá thia. Loài này được mô tả lần đầu tiên vào năm 1787.

## Từ nguyên
Từ định danh trong danh pháp được đặt theo tên gọi của vịnh Bengal, nơi đầu tiên phát hiện ra loài cá này (–ensis: hậu tố biểu thị nơi chốn).

## Phạm vi phân bố và môi trường sống
A. bengalensis có phạm vi trải dài từ Đông Ấn Độ Dương sang Tây Thái Bình Dương. Từ bờ biển Pakistan, phạm vi của chúng được ghi nhận dọc theo bờ biển Ấn Độ và Bangladesh, mở rộng về phía đông đến hầu hết vùng biển các nước Đông Nam Á; giới hạn phía bắc đến Trung Quốc và Nhật Bản; phía nam đến Úc.
A. bengalensis sống gần những rạn san hô ở vùng nước lặng ngoài khơi hoặc trong các đầm phá, nơi có nền đáy đá, độ sâu đến ít nhất là 50 m; cá con có thể được nhìn thấy trong các hồ thủy triều.

## Mô tả
A. bengalensis có chiều dài cơ thể tối đa được ghi nhận là 18 cm. A. bengalensis có màu xám nhạt với khoảng 6–7 dải sọc đen ở hai bên thân. Mống mắt màu xanh lam óng. Vây đuôi xẻ thùy, thùy đuôi bo tròn.
Số gai ở vây lưng: 13; Số tia vây ở vây lưng: 13–15; Số gai ở vây hậu môn: 2; Số tia vây ở vây hậu môn: 13–14; Số tia vây ở vây ngực: 16–20; Số vảy đường bên: 19–23.

## Sinh thái học
Thức ăn của A. bengalensis là các loài động vật chân bụng, giáp xác nhỏ và tảo. A. bengalensis trưởng thành có thể sống đơn độc hoặc hợp thành từng nhóm nhỏ. Cá đực có tập tính bảo vệ và chăm sóc trứng và có tính lãnh thổ cao.

## Thương mại
A. bengalensis có giá trị khai thác cá cảnh không đáng kể, nhưng là loài được nhắm mục tiêu trong nghề đánh bắt thủ công.